# Экономика Уттаракханда
Экономика Уттаракханда — относится к аграрному типу. Валовой внутренний продукт Уттаракханда на 2004 год составил $ 6 млрд долларов США. Сравнивая со штатом Уттар-Прадеш, от которого отделился Уттаракханд, это составляет около 8 % от общего ВВП.

## Производство
Сельское хозяйство остаётся ведущим сектором экономики, промышленность развита слабо (в основном пищевая и текстильная; лесозаготовки).
Производственная составляющая экономики штата в основном состоит из сельского хозяйства — около 2/3 производственного сектора, по сравнению с 20 % в промышленности. В горных районах штата промышленность отсутствует вообще, производство существует лишь в небольших семейных ремесленных цехах. Сельское хозяйство основывается на выращивании пищевых зерновых культур, в горных районах преимущественно для местного потребления, в равнинных (Дехрадун, Удхам-Сингх-Нагар, Харидвар) — на экспорт.
Важной отраслью экономики штата является добывающая промышленность. Здесь добываются известняк, доломит, магнезит, медь, графит, гипс, заготовка леса.
Начиная с 2003 года промышленность проходит период быстрого роста благодаря значительному стимулированию со стороны правительства. Корпорация промышленного развития штата (State Industrial Development Corporation) учредила семь промышленных парков в равнинной полосе штата, привлекающие предприятия различного направления. Развитыми отраслями являются сахарная промышленность, производство бумаги, тканей, обработка пшеницы и риса, фармацевтика, обработка камня и металлов. В горных районах также строится несколько гидроэлектростанций. Однако развитие промышленности остается несбалансированным, оно происходит только в равнинных районах, что вызывает существенную внутреннюю миграцию с гор.

## Транспорт
Транспортная система Уттаракханд достаточно развитая и надежная. Много различных видов транспорта соединяют штат с другими частями Индии. Связи между городами штата также быстрые и удобные. В штате есть хорошие автомобильные и железные дороги, аэропорты, обслуживаемые как государственными, так и частными компаниями.
Зимой, движение транспорта в горных районах несколько осложняется из-за большого количества снега.
Местный транспорт, прежде всего, осуществляется государственными автобусами, такси и «авторикши». «Авторикши» доступны как в равнинных, так и в горных районах. На определенных участках работает аренда лошадей.
Достичь штата из других районов Индии можно самолетом, поездом или по автомобильным дорогам. Здесь действуют два аэропорта, возле столицы штата города Дехрадун и около города Пантнагар в Кумаони. С обоих аэропортов осуществляются рейсы в Дели и другие крупные города Индии, где можно сделать пересадку на международные рейсы.
Железнодорожный транспорт преимущественно ограничен равнинными районами штата. Главными станциями являются станции городов Дехрадун, Катхгодам и  Рамнагар.
Шоссейные дороги проложены в большинство городов штата. Дальние маршруты соединяют Дехрадун с Дели и другими крупными городами равнинной Индии.
С другими штатами Уттаракханд соединяют Национальные автодороги 58, 73, 74 и 87.

## Туризм
Наибольшей составляющей экономики штата является не производственный сектор, а туризм — отдых, поиск приключений и паломничество — развились здесь с древнейших времен и сейчас продолжают играть важную роль в экономике штата.
Национальный парк Джим-Корбетт и горные станции Найнитал, Массури, Алмора, Каусани, Бхимтал и Раникхет самые популярные места отдыха в Индии. Многочисленные горные вершины, высшей из которых является Нанда-Деви, привлекают альпинистов, любителей горных походов и скалолазания. В штате находятся национальные парки Долина Цветов и Нанда-Деви, в последнем туристов привлекает Озеро Скелетов, оба парка входят в список Всемирного наследия ЮНЕСКО. В целом штат является одним из самых популярных в стране мест для альпинизма и горного туризма, походов, рафтинга, экотуризма и агротуризма. В Уттаркханде имеется также ряд климатических курортов времён британского господства, таких как Найнитал, Альмора и Муссури.
На территории штата в регионах Гархвал и Кумаон приблизительно на расстоянии от 150 до 300 км от Хардвара находится несколько важнейших индуистских паломнических ареалов. 
В Харидваре каждые 12 лет проходит фестиваль Кумбха-мела, на который собираются миллионы паломников со всего мира. Местность Хемкунд в Гималаях имеет большое значение для сикхов, а храм Хааткалика в городе Ганголихат — для шактистив. Кроме этого в штате есть множество других храмов, большинство из которых посвящены различным проявлениям Шивы и Дурги, а упоминания о них относятся к старейшим легендам из текстов индуизма. Архитектура большинства из этих храмов типичная для Гималаев и отличается от остальных храмов Индии. Особенно выразительные архитектурные черты старейших храмов Джагешвара. Тибетский буддизм также имеет значение в штате — недавно недалеко от Дехрадуна был восстановлен филиал монастыря Миндролинг с высочайшей в мире буддистской ступой.